# Christos Mantikas
Christos Mantikas (griechisch Χρήστος Μάντικας; * 1902 auf Chios; † 6. Juni 1960) war ein griechischer Hürdenläufer und Sprinter.
Bei den Olympischen Spielen 1932 in Los Angeles erreichte er über 110 m Hürden und 400 m Hürden das Halbfinale. Über 400 m und in der 4-mal-100-Meter-Staffel schied er im Vorlauf aus.
1934 gewann er bei den Leichtathletik-Europameisterschaften in Turin Bronze über 400 m Hürden und gelangte über 110 m Hürden ins Halbfinale.
Bei den Olympischen Spielen 1936 in Berlin wurde er über 400 m Hürden Sechster und schied über 110 m Hürden im Vorlauf aus. 
1938 kam er bei den Leichtathletik-Europameisterschaften in Paris sowohl über 110 m Hürden wie über 400 m Hürden nicht über die erste Runde hinaus.

## Persönliche Bestzeiten
- 100 m: 11,0 s, 1930
- 400 m: 49,6 s, 1932
- 110 m Hürden: 14,8 s, 4. Juni 1933, Prag
- 400 m Hürden: 53,4 s, 1932